# 악령들
악령들(The Devils)은 영국에서 제작된 켄 러셀 감독의 1971년 드라마 영화이다. 올더스 헉슬리의 동명의 소설 바탕으로 제작되었다. 바네사 레드그레이브 등이 주연으로 출연하였고 켄 러셀 등이 제작에 참여하였다.

## 출연

### 주연
- 바네사 레드그레이브
- 올리버 리드

### 조연
- 더들리 서튼
- 맥스 아드리언
- 젬마 존스
- 머레이 멜빈

## 제작진
- 원작자: 올더스 헉슬리
- 협력프로듀서: 로이 베어드
- 미술: 데릭 저먼
- 의상: 셜리 러셀